# El Pupas del mundo
El Pupas del mundo fue una revista satírica española, editada por Ediciones Cumbre en 1984. Ya desde su nombre, pretendía erigirse en sucesora de El Papus; no en vano, repetía muchos de sus colaboradores: Gallardo, Ivà, Ja, L’Avi, Mediavilla, Usero, Vázquez, etc.

## Trayectoria editorial  y contenido
El primer número de El Puro apareció en octubre de 1984.
| Números | Título                                | Autoría |
| ------- | ------------------------------------- | ------- |
|         | A vista de Sappo                      | Sappo   |
|         | Y sin embargo siguen pasando cosas... | Sappo   |

Sólo alcanzó diez números.